# عساف بن أحمد
عَسَّاف بن أحمد بن حجي آل مِرا الطَّائي (توفي سنة 694 هـ / 1294 م) أميرٌ أعرابيّ بدويّ ومُطاع في الشَّام.
عاصر عَسَّاف شيخ الإسلام ابن تَيْمِيَّة وكان لهُ حادثة شهيرة آنذاك، حيث أنه قام بحماية رجُل نصرانيّ في السُّويداء قام بالتعرُّض للنبيُّ مُحَمَّد، فبلغ ذلك أهالي دِمَشْق، فاجتمع زَين الدين الفارِقيّ، وابنُ تَيْمِيَّة في جمعٍ كبير من الصُّلحاء والعامة إلى الأمير الحاكِم عزَّ الدين أيبك الحَمَوي، وكلَّمُوه بشأن عسَّاف، فأجابهُم وأرسل في إحضاره، فرأى الناس عسَّافًا، وكان معه بدويّ، فقال لهُم: «إنه خيرٌ منكم»، فبدأ الناس برميه بالحِجارة، وهرب آنذاك عسَّاف، وبلغ النائب بخبره، فغضِب وطلب الشيخين، وأخرق بهما، وضربهما بين يديه وحبسهما بالعذراوية، كما ضرب جماعة من العوام، وعلَّق آخرين، وحينما بلغ الأمر النَّصراني للواقعة أعلن إسلامُه، ثم عُقد مجلس حضرهُ القاضي ابن الخُوبي، واستفتاهُم في حقن دمه بعد الإسلام، فقالوا: «مذهبنا أن الإسلام يحقُن دمُه»، فجيء بالفارِقيّ ووافقهم، فأُحضر النَّصراني إلى دِمَشْق وحُبس، فقام رجُل يُدعى الأعسر في إطلاق سراحه، فشقَّ ذلك على عُموم الناس.

## مقتله
حينما كان عسَّاف بالقُرب من المَدينة المُنَوَّرة، هجم عليه ابن أخيه جمَّاز بن سُليمان وقتله، وفرح الناس بهذا الخبر، وكان آنذاك الشيخ ابنُ تَيْمِيَّة قد صنَّف كِتابهُ الصَّارم المَسلُول على شاتِم الرَّسُول، وكان سنة قتل عسَّاف 694 هـ / 1294 م.

### معلومات المنشورات كاملة
- صلاح الدين الصفدي (2000)، الْوافِي بالْوَفَيَات، تحقيق: أحمد الأرناؤوط، تركي فرحان المصطفى (ط. 1)، بيروت: دار إحياء التراث العربي، OCLC:713922056، QID:Q113528574

1. 1 2  الصفدي (2000)، ج. 20، ص. 73.